# Ernst Haas
Ernst Haas (Viena, 2 de marzo de 1921 - Nueva York, 12 de septiembre de 1986) fue un fotógrafo  y artista plástico austríaco.
Nació en Viena el 2 de marzo de 1921. Comenzó a estudiar medicina y después pintura. A principios de 1940 comenzó a trabajar con la fotografía y después de la guerra en el campo del fotoperiodismo. En 1947 se hizo muy popular un reportaje que hizo sobre el retorno de los prisioneros de guerra. En 1949 entró en la agencia Magnum presentado por Robert Capa.
Se fue a vivir a Estados Unidos y realizó su primera fotografía en color en el desierto de México. Éste fue el comienzo de su investigación personal sobre el uso de la fotografía en color. Desde 1951 se convirtió en fotógrafo independiente para publicaciones como Life, Vogue, Esquire o Look. Tomó fotografías de Nueva York (Imágenes de una ciudad mágica) y otras grandes ciudades como París y Venecia. En 1957 realizó un reportaje sobre las corridas de toros en España que supusieron una sorpresa para el público.
En 1962 realizó una exposición de fotos en color en el Museo de Arte Moderno de Nueva York, al año siguiente publicó su primer libro: Elements, que trataba sobre Nueva York. Desde 1964 trabajó en cine y televisión (El arte de ver) y en 1971 realizó su obra titulada La creación de la que vendió 350 000 copias, en 1975 publicó su libro América. A lo largo de su vida recibió varios premios, entre los que se encuentran el Premio de cultura de la asociación alemana de fotografía, recibido en 1972 y el Premio internacional de la Fundación Hasselblad en 1986.
Murió en Nueva York el 12 de septiembre de 1986.
Definió la fotografía como un puente entre la ciencia y el arte.